# Raúl Sánchez (Fußballspieler, 1939)
Raúl Sánchez (* 1939 in Zacatepec de Hidalgo, Morelos; † 17. Oktober 2021), auch bekannt unter dem Spitznamen Piteco, war ein mexikanischer Fußballspieler und -trainer.

## Leben
Der in Zacatepec geborene Sánchez begann bereits im Alter von 4 Jahren mit dem Fußballspiel in den Nachwuchsmannschaften des Club Deportivo Zacatepec, bei dem er 1957 seinen ersten Vertrag erhielt und 1959 erstmals in der Primera División zum Einsatz kam. Nach drei Jahren Vereinszugehörigkeit bei den Cañeros wechselte er zum Club Deportivo Oro, bei dem er zwei weitere Jahre unter Vertrag stand.
Nach dem Ende seiner Spielerlaufbahn arbeitete Sánchez als Trainer bei verschiedenen Amateurvereinen und 1968 mit den Jugendmannschaften seines ehemaligen Vereins Zacatepec, dessen erste Mannschaft er in drei Etappen kurzzeitig in den Spielzeiten 1976/77, 1982/83 und 1984/85 betreute.  